# Всебългарски съюз „Отец Паисий“
Всебългарският съюз „Отец Паисий“ (изписване до 1945 година: Всебългарски съюзъ „Отецъ Паисий“) е българска културно-просветна и националистическа организация.
Създадена е на 27 ноември 1927 година (годишнина от подписването на Ньойския договор) и просъществува до 1944 година, когато след Деветосептемврийския преврат е забранена и разпусната. Според устава и организацията има за цел да работи за повдигане духа на нацията и запазване на националните добродетели, да противодейства на теченията, които застрашават националното единство. През 1931 година към Всебългарския съюз е създадена младежка организация, която по-късно се обособява в Български младежки съюз „Отец Паисий“.
Колективни членове на Всебългарския съюз „Отец Паисий“ са крайнодясната организация Български народен съюз „Кубрат“ и фашистката организация Съюз „Българска родна защита“.
Издава едноименно списание „Отец Паисий“ в периода 1928 – 1943 година, с редактор проф. Стефан Баламезов и редакционен комитет Димитър Мишев, Гаврил Кацаров и Велчо Велчев, и френскоезичното списание „Ла ревю бюлгар“ (1928 – 1931). Други видни дейци на съюза са историка Георги Генов, митрополит Стефан Софийски и други.
Съюзни клонове на Всебългарския съюз съществувават в много градове на Царство България: Видин (Г. Д. Георгиев – окръжен управител и председател, архимандрит Евгени – подпредседател); Враца (Цв. Петков и д-р Димитров); Казанлък (Гр. Пенчов и Хр. Дързев); Лом (Сим. Табаков и Ст. Димитров); Ортакьой (майор Клисурски и Ник. Ченгелиев); Пловдив (Георги Говедаров и Дим. Русев); Сливен (д-р Ефрем Белдедов и Стефан Гидиков); Т. Пазарджик (Георги Копринаров и Ян. Ангелов); Търново (Вл. Даскалов и Йорд. Кулелиев) и Хасково (Ст. Шиваров и Ат. Хаджистоянов).
През 1941 година след установяване на българско управление в Македония, в Скопие се открива клон на организацията. За председател е избран Негово Високопреподобие архимандрит Стефан, протосингел на Скопско-Велешката епархия.
По данни на Държавна сигурност при ликвидирането им след Деветосептемврийския преврат Съюзът на ратниците за напредък на българщината и Съюзът „Отец Паисий“ наброяват общо 3880 души.